# Minipops
Minipops var en brittisk TV-serie som 1983 sändes på TV-kanalen Channel 4. Serien vände sig främst till yngre tittare och visade barn som sjöng och dansade till aktuella, men även äldre hitlåtar. Barnen sminkades och kläddes så likt originalartisterna som möjligt och seriens dekor var färgglad, på gränsen till gräll.
Idén till serien kom från Martin Wyatt vars dotter Joanna hade gjort succé i Frankrike genom att sjunga sången Stupid Cupid. Channel 4, som arbetade för att vända vikande tittarsiffror, beslöt att spela in serien och man inledde en landsomfattande kampanj för att hitta lämpliga barn.

## Mottagandet
Även om serien blev en succé som drog två miljoner tittare hade kanalens ledning inte tänkt över den etiska aspekten på att barnen sjöng sånger som ursprungligen skrivits för en betydligt äldre artist och att försöka kopiera såväl utseende som framförande kunde vara utmanande.
Barn i allmänhet tyckte mycket om serien och sjöng och dansade med till framträdandena, men många vuxna reagerade på det alltför utmanande upplägget. Det framträdande som vållade flest åsikter var sannolikt Joanne Fishers framförande av Sheena Eastons sång 9 to 5 (I USA känd som Morning Train) iförd nattlinne. I sången förekom bland annat texten we make love (vi älskar).
Dessutom började brittisk media reagera. Man ansåg att det var minst sagt tveksamt att visa barn i det här sammanhanget, ofta framförande sångtexter med ett klart vuxenrelaterat innehåll (en kritiker kallade till och med serien för MiniWhores, Minihororna). Daily Mail anklagade serien och Channel 4 för att bidra till att förstöra barndomen. Tidningen The Observer skrev 27 februari 1983:
Är det bara självgodhet att må lätt illa då man ser flicksnärtor i förskoleåldern med rouge, mascara och läppstift böla smörsånger och vicka med de delar av kroppen där det inte finns några delar att vicka med? Sista numret i förra veckans avsnitt visade en knubbig, blond tösabit, lika lång som en pedofils ben, klädd i en kort-kort kjol och högklackade skor; hennes svarta trosor skymtade hela tiden fram när hon studsade runt och sjöng "Se killen där, ja han är min/Inte en man, men sexmaskin". Är det barnporr, ett skyltfönster fyllt med unga lockfåglar? Påtvingar serien sina storögda tittare ett alltför tidigt sexuellt medvetande?
Såväl seriens medverkande som dess producenter blev bestörta över reaktionerna och feltolkningarna. Trots succén medförde en samtidig organisationsförändring i kanalledningen att programmet skyndsamt lades ner.
Ett antal skivor gavs emellertid ut och gjorde succé i Kanada. Detta ledde till en tre veckor lång turné där reaktionerna blev helt annorlunda än i hemlandet. Minipops var mycket populära så länge man lyckades hålla intresset vid liv.

## 2005
11 oktober 2005 sändes programmet Whatever Happened to the Minipops? på Channel 4. Programmet berättade historien om serien och innehöll intervjuer med de medverkande och personalen. Även en återförening anordnades i den studio där serien spelades in.

## The Day Today
1994 spelade BBC in komediprogrammet The Day Today i vilket Minipops parodierades för att visa hur attityden förändras med tiden.

## The Big Fat Anniversary Quiz
2007 medverkade Joanna Fisher i frågesportprogrammet "The Big Fat Anniversary Quiz" där de tävlande skulle gissa vem hon var. Två av tre lag gissade rätt på frågan om vem hon var.